# Episodi di Casalingo Superpiù (ottava stagione)
L'ottava stagione della serie televisiva Casalingo Superpiù è stata trasmessa in anteprima negli Stati Uniti d'America dalla ABC tra il 28 settembre 1991 e il 25 aprile 1992.
| nº | Titolo originale                   | Titolo italiano | Prima TV USA      | Prima TV Italia |
| -- | ---------------------------------- | --------------- | ----------------- | --------------- |
| 1  | Seer of Love                       |                 | 28 settembre 1991 |                 |
| 2  | An Affair to Forget                |                 | 5 ottobre 1991    |                 |
| 3  | Misery                             |                 | 12 ottobre 1991   |                 |
| 4  | Selling Sam Short                  |                 | 19 ottobre 1991   |                 |
| 5  | Tony Bags a Big One                |                 | 26 ottobre 1991   |                 |
| 6  | A Well-Kept Housekeeper            |                 | 2 novembre 1991   |                 |
| 7  | Death and Love (Part 1)            |                 | 9 novembre 1991   |                 |
| 8  | Death and Love (Part 2)            |                 | 16 novembre 1991  |                 |
| 9  | Grandmommie Dearest                |                 | 23 novembre 1991  |                 |
| 10 | Field of Screams                   |                 | 30 novembre 1991  |                 |
| 11 | This Sold House                    |                 | 7 dicembre 1991   |                 |
| 12 | Tony, Can You Spare a Dime?        |                 | 4 gennaio 1992    |                 |
| 13 | Mrs. Al                            |                 | 11 gennaio 1992   |                 |
| 14 | Who's the Boss?                    |                 | 25 gennaio 1992   |                 |
| 15 | Tony Micelli, This Is Your Life    |                 | 1º febbraio 1992  |                 |
| 16 | Allergic to Love                   |                 | 8 febbraio 1992   |                 |
| 17 | Better Off Wed (Part 1)            |                 | 15 febbraio 1992  |                 |
| 18 | Better Off Wed (Part 1)            |                 | 22 febbraio 1992  |                 |
| 19 | Tony and the Honeymooners          |                 | 29 febbraio 1992  |                 |
| 20 | Split Decision                     |                 | 21 marzo 1992     |                 |
| 21 | Mr. Micelli Builds His Dream House |                 | 28 marzo 1992     |                 |
| 22 | Savor the Veal (Part 1)            |                 | 18 aprile 1992    |                 |
| 23 | Savor the Veal (Part 2)            |                 | 25 aprile 1992    |                 |
| 24 | Savor the Veal (Part 3)            |                 | 25 aprile 1992    |                 |